# Парк у Бомарцу
Парк у Бомарцу, Света шума (итал. Sacro Bosco), називан и Парк чудовишта, је маниристички комплекс сачињен од скулптура и неколико објеката, у Бомарцу, покрајина Лацио, Италија. Налази се у долини окруженом шумом подно тврђаве Орсини.

## Историја
Парк је креиран током XVI столећа по жељи Пијера Франческа Орсинија, италијанског кондитора и мецене. Када му је супруга Ђулија Фарнезе преминула, он је отпочео градњу како би се носио са својом тугом. Дизајн комплекса се приписује Пиру Логорију а скулптуре вајару Симоне Москино.
Током XIX и у већем делу XX столећа, врт се налазио у запуштеном стању. Након посете сликара Салвадаора Далија који је снимио кратки филм о врту и насликао серију слика на основу мотива парка током педесетих година, породица Бетини је отпочела процес рестаурације парка који је трајао до седамдесетих година.
Комплекс је данас у личном власништву и представља значајну туристичку атракцију овог дела Италије.

## Скулптуре
- фонтана Пегаз
- две сирене
- Глаук; скулптура која приказује лице са широко раширеним устима на чијој је горњој усни написано "OGNI PENSIERO VOLA" ("Свака мисао лети"), што илуструје чињеницу да акустика скулптуре чини да свака изговорена реч може да се чује у другом делу комплекса, на почетку степеништа. Историчар уметности Лук Морган описује скулптуре као уста пакла и наглашава да су људи обедовали унутар скулптуре, чија је акустика стварала ефекат да једу и да су истовремено једени.[6]
- кит
- делфин
- два медведа
- змај кога нападају лавови
- Протеј
- Ханибалов ратни слон који убија римског легионара
- Кербер
- корњача са крилатом женом на својим леђима
- мали парк природе
- див
- тритон
- два скулптуре Церере, у седећем и стојећем положају
- успава нимфа
- Афродита
- сфинге[7]
- пагански богови Јанус и Нептун[7]
- скулптуре воћа и шишарки
- накривљена кућа, посвећена кардиналу Кристофору Мадруцу, пријатељу породице Орсини.
- Храм вечности, архитектонски микс етрурске, класичне и ренесансне архитектуре. У њему се тренутно налазе гробови људи који су обновили комплекс у ХХ столећу.